# Merodon stevensoni
Merodon stevensoni är en tvåvingeart som beskrevs av Charles Howard Curran 1939. Merodon stevensoni ingår i släktet narcissblomflugor, och familjen blomflugor.
Artens utbredningsområde är Zimbabwe. Inga underarter finns listade i Catalogue of Life.